# Classe Ivan Rogov (projet 23900)
Pour la classe de porte-hélicoptères et de navires d'assaut amphibies retirés du service en 2008 en Russie, voir Classe Ivan Rogov.
La classe Ivan Rogov (en russe : Иван Рогов) issue du projet 23900 est une série de porte-hélicoptères et de navires d'assaut amphibies en cours de construction en Russie.

## Historique
Le projet a été annoncé pour la première fois en 2015 sous le nom de Classe Lavina. Il est conçu pour remplacer la classe de porte-hélicoptères Moskva, après l'annulation de la vente de navires français de la Classe Mistral sanctionnant l'annexion de la Crimée par la Russie et son immixtion dans la Guerre du Donbass en 2014. 

## Description
Chaque bateau pourra transporter jusqu'à 500 soldats d'infanterie de marine, 60 chars amphibies et entre 20 et 30 chars de combat. Les éléments non-amphibies tout comme les soldats seront convoyés à l'aide de 2 embarcations de débarquement de la classe Tsaplya (Projekt 1206.1 «Murena»), qui seraient alors réactivées ou 4 de la classe Serna (Projekt 11770M).

## Bâtiments
| Numéro | Nom                 | Pose de la quille | Lancement | Mise en service | NF | PF | BSF | BF | CF | Note                                |
| ------ | ------------------- | ----------------- | --------- | --------------- | -- | -- | --- | -- | -- | ----------------------------------- |
| 901    | Ivan Rogov          | 20 juillet 2020,  |           | 2028            |    |    |     |    |    | Destiné à la flotte de la mer Noire |
| 902    | Mitrofan Moskalenko | 20 juillet 2020   |           | 2029            |    |    |     |    |    | Destiné à la flotte du Pacifique    |

## Galerie d'images

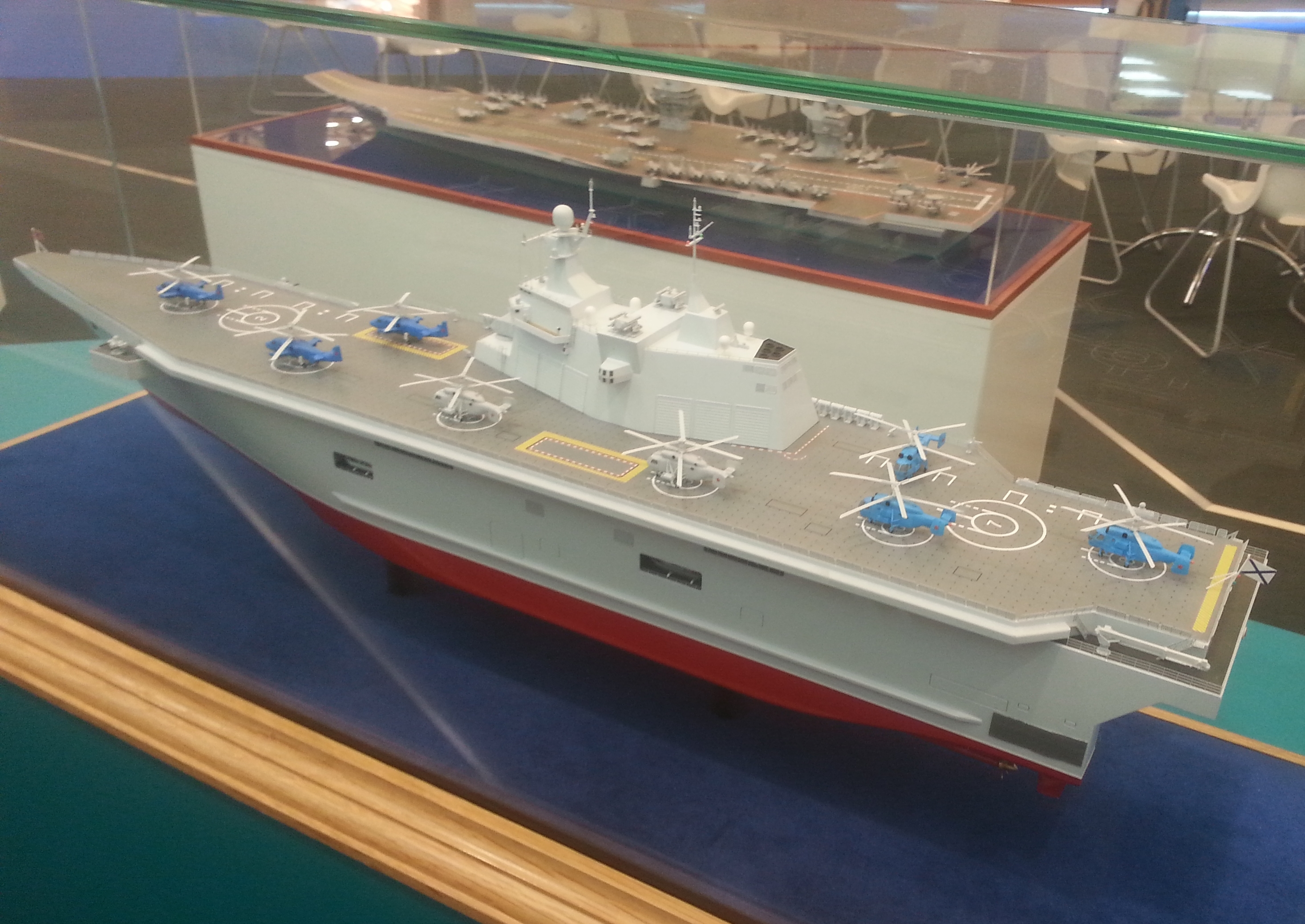
Maquette du premier projet du porte-hélicoptères de Classe Lavina, modifiée et renommée en Classe Ivan Rogov
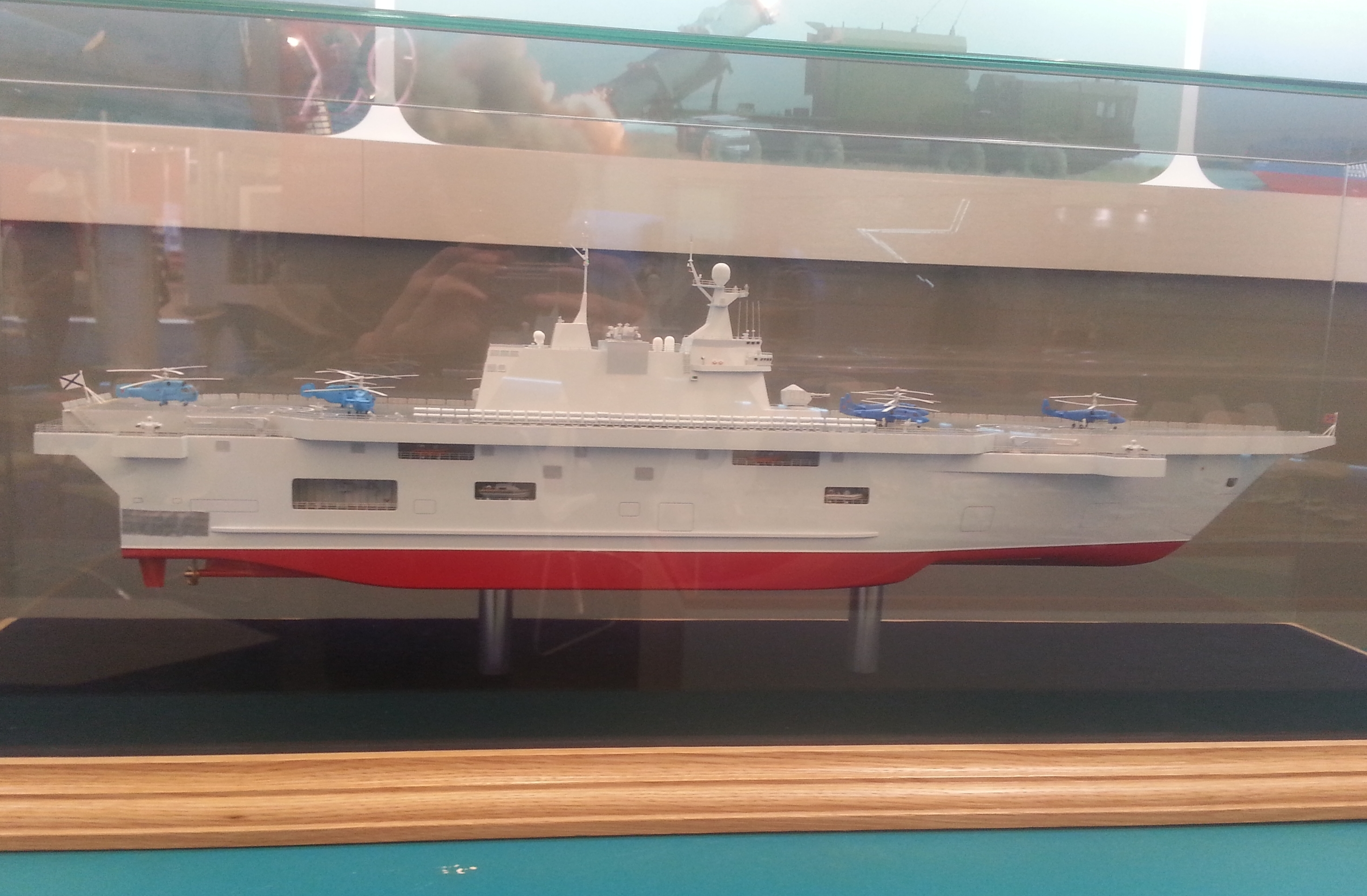
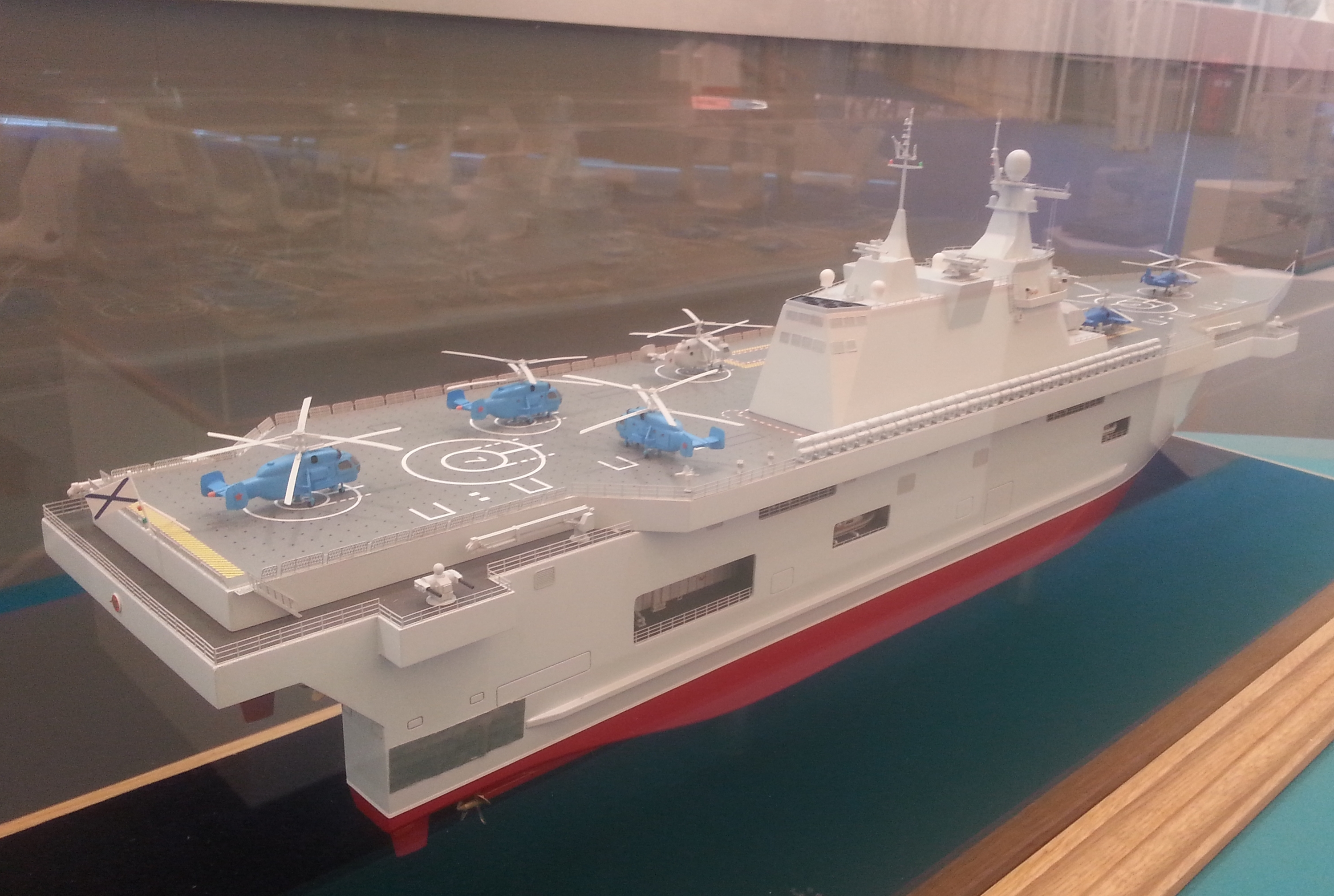
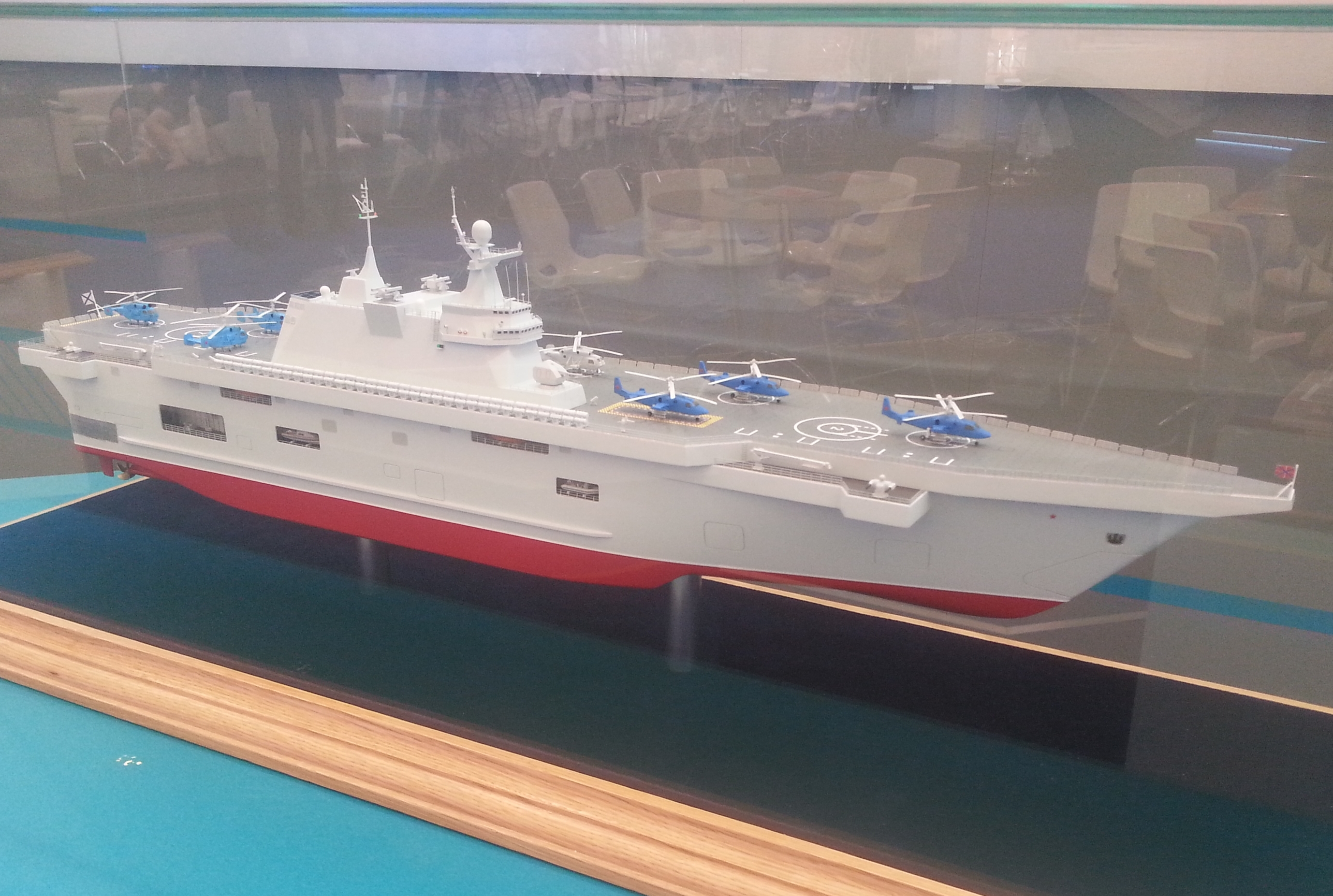